# Най, Кэрролл
Ро́берт Кэ́рролл Най (англ. Robert Carroll Nye; 4 октября 1901, Акрон, Огайо, США — 17 марта 1974, Северный Голливуд, Калифорния, США) — американский актёр.

## Биография
Его мать, Майра Най, работала в Los Angeles Times. Кэрролл получил образование в Калифорнийском университете, а затем стал репортёром и редактором радио в «Таймс», как и его мать. Тем не менее, он занялся кинобизнесом в 1924 году. В начале своей карьеры у него было множество ведущих мужских ролей в Голливуде с такими звёздами немого кино, как Анита Пейдж и Коринна Гриффит. В конце своей карьеры он обычно играл небольшие роли, наиболее запомнился по роли Фрэнка Кеннеди, второго мужа Скарлетт, в фильме «Унесённые ветром» (1939). Его кинематографическая карьера закончилась в 1944 году ролью, не указанной в титрах, в «Вильсоне». Най также работал с Граучо Марксом в CBS.
После своей карьеры в кино, Най работал голливудским диктором и рекламным агентом. Он был женат на актрисе Хелен Линч с 1928 года, но брак закончился разводом. Позже он был женат на Роберте Клементин Вудбёрн (с 1937 по 1946 год) и Дороти Барнс Стюарт (с 1948 года), упомянутой на его могильном камне в Мемориальном парке «Форест Лоун» на Голливудских холмах. Его братом был уважаемый голливудский визажист Бен Най.